# Multi-Family-Office
Ein Multi-Family-Office (Multi-Client-Family-Office) ist in der Regel eine unabhängige Organisation, welche mehrere Familien bei der Bewirtschaftung von großen Vermögen unterstützt. In Europa gibt es insgesamt 4.250 Family-Offices, von denen sich rund 1.920 als Multi-Family-Offices bezeichnen.

## Definition
Ein Multi-Family-Office (MFO) ist ein Unternehmen, das Investitionen und Trusts für mehrere wohlhabende Familien verwaltet. Multi-Family-Offices bieten in der Regel eine Vielzahl von Dienstleistungen, einschließlich der Steuer- und Nachlassplanung, Risikomanagement, Finanzberatung, Treuhand-, Lifestyle-Management, Koordination von Fachleuten, Anlageberatung und Stiftungsmanagement. Einige Multi-Family-Offices bieten auch persönliche Dienstleistungen wie Verwaltung von Personal und Haushalt oder/und Reiseplanung an. Da die individuellen Leistungen eines Family-Offices auf den Kunden respektive auf die Familie zugeschnitten und aus diesem Grund eher teuer sind, hat eine Familie in der Regel eine Mindestgröße von über 50 Millionen Euro.
Die Begriffe Family-Office und Multi-Family-Office sind nicht geschützt. Folglich treten im Markt viele unterschiedliche Anbieter mit Family-Office-Dienstleistungen auf. Ein wesentlicher Punkt ist die vollkommene Unabhängigkeit von (Finanz-)Dienstleistungsunternehmen. Dies gewährleistet eine objektive und kundenorientierte Beratung.

## Geschichte
Family-Offices haben ihre Wurzeln im 6. Jahrhundert, als der Hausmeier (oder Majordomus) verantwortlich für die Verwaltung des königlichen Familienreichtums war. Später im 6. Jahrhundert begann der Hochadel diese Dienstleistungen vom Hausmeier ebenfalls zu beanspruchen. Damit entstand das Konzept des Verwalteramtes, welches bis heute in seiner Grundform besteht.
Das moderne Konzept für Family-Offices wurde im 19. Jahrhundert entwickelt. Im Jahre 1838 gründete die Familie des Financiers und Kunstsammlers J. P. Morgan das House of Morgan, in welchem die Vermögenswerte der Familie verwaltet wurden. Im Jahr 1882 gründeten die Rockefellers ihr eigenes Family-Office, das bis heute (Mai 2010) Bestand hat.
Viele Family-Offices waren zuerst ein sogenanntes Single-Family-Office. In diesem Fall ist die Familie Besitzerin der Organisation und beansprucht deren Dienstleistungen ausschließlich für sich. Damit die durchaus hohen operativen Kosten eines Single-Family-Offices nicht durch eine einzelne Familie getragen werden müssen, entschlossen sich die Familien oftmals, ihre Dienstleistungen auch Dritten anzubieten.